# 城市设计

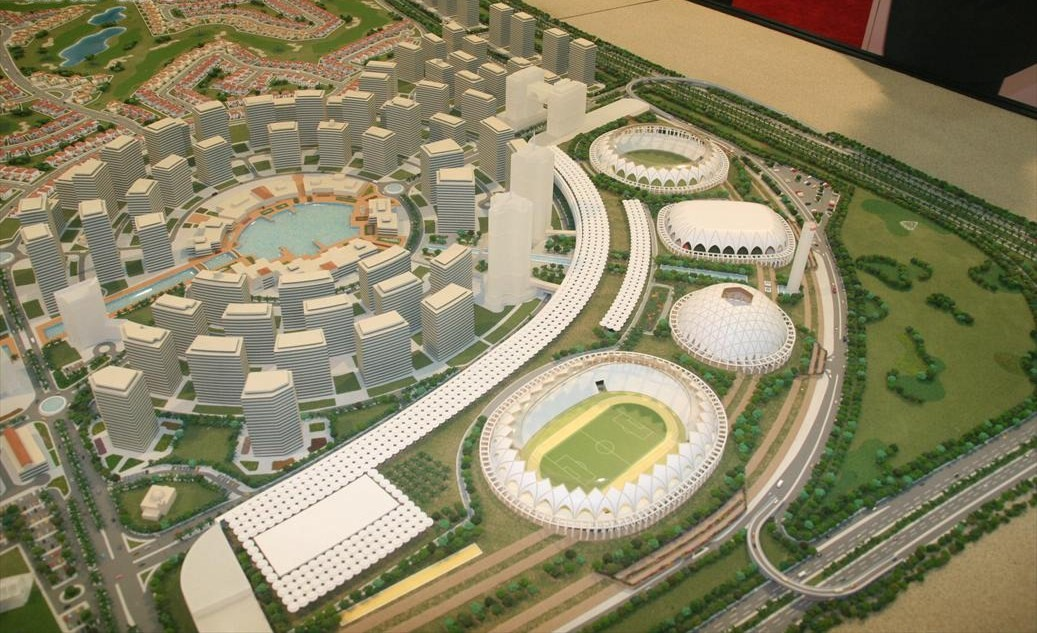
杜拜的城市设计模型，城市设计可以視同都市計畫的細節執行層面，能精密到單一建築的設計。

城市设计（英語：Urban design，又譯）的具体定义在建筑界和规划界众说纷纭，通常是指以城市作为研究对象的设计工作，介于城市规划、景觀建築与建筑设计之间的一种设计。相对于城市规划的抽象性和数据化，城市设计更具有具体性和图形化；但是，因為二十世紀中葉以後實務上的都市設計多半是為景觀設計或建筑设计提供指導、參考架構，因而與具体的景觀設計或建筑设计有所區別。
城市設計——為城市而設計——在人類歷史上一直是眾多空間專業者的重要工作課題。但是，一直到1950年代，歐美國家大學中才開始廣泛地成立相關學程，都市設計師，這門專業與城市設計這門領域，才成為新名詞而開始普遍地為世人所認知。
其研究范畴與工作對象過去仅局限于建筑和城市相关的狹義层面。但是，與城市規劃、景觀建築、建築學等較有歷史傳統的範疇類似地，城市設計這一範疇在二十世紀中葉已降，除了城市規劃、景觀建築、建築學等範疇的關係日趨綿密複雜，也逐漸與都市工程學、都市經濟學、都市社會學、環境心理學、政治經濟學、城市史、市政學、公共管理、永續發展等知識與實務範疇產生密切關係，因而是為一門綜合性跨領域學科。

## 定义
城市設計是一門介於城市规划、景觀建築与建筑设计之间的一個專業領域。它處理城市之中的大尺度組織與設計。在由許多建築所共同組成的群體中，城市設計處理其建築群體中的組織關係，以及建築物之間的空間。城市設計並不處理個別建築之建築設計。

### 城市設計與建築設計之差異
許多人普遍誤解城市設計為「設計一整個城市的建築」。實際上，城市設計在應用對象、處理範圍、工具、方法等方面，相對於建築設計差異甚大。
城市設計處理的空間與時間尺度遠較建築設計為大，它處理街區、社區、鄰里，乃至於整個城市（雖然當代都市設計絕少至一整個城市的範圍，除非城市規模較小），其實現的時程多半設定在十五年至二十年間。相對於建築設計，僅需處理單一土地範圍內的建築工作，建築物完工至多僅需三或五年，城市設計在空間時間方面有著相當大的尺度差異。
城市設計所面對的變數也較建築設計為多。一般城市設計的工作範圍涉及都市交通系統、鄰里認同、開放空間與行人空間組織等，需要顧及的因素還包含都市氣候、都市社會等。變數眾多，使得城市設計的內容較為複雜，另外加上實現都市設計案所必需的漫長時程，其結果是，城市設計方案與實現成果之間充滿著高度不確定性。
實務上，也由於都市設計涉及因素的複雜性，城市設計的手段較為間接，不像建築設計可以對個別建築物進行直接掌控。也因此，城市設計這門專業中，所應用的工具與策略與建築設計差異極大。

### 城市設計與都市計畫之差異
在都市空間規劃設計實務上，都市計畫與都市設計雖然都處理都市空間問題，但是，兩個領域在實務中所產生的效能差異非常大。
當代都市設計的主要處理對象是「都市的一部份」。非常常見的情形則是，都市計劃工作被鑲嵌在更大範圍、更長期的都市計畫工作之中。當都市計畫將都市區域中的各種主要機能區域（商業區、住宅區、文教區、自然或歷史保存區等）予以選址之後，都市設計專業便得以接手都市計畫未能更為詳細處理的工作----在各個特定區塊之中，建立其空間組織與其所屬建築量體的整體形構。
都市計畫所處理的空間範圍較都市設計為大。都市計畫工作的空間尺度，不僅超越都市中的分區，還涉及整個都市的整體構成、都市與周邊其他都市鄉村的關連。都市計畫工作經常需要考慮都市在更大範圍中的定位，此處所指更大範圍，可以指涉都市群、「區域」（以區域計畫專業角度所認定的區域）、省、邦、國家，甚至國際政經網絡，而這些往往是都市設計較少著墨的問題。
舉例而言，在處理都市交通系統時，都市設計所面對的問題經常是捷運車站或軌道與社區的關係，例如社區居民如何便利安全地往返於住家與捷運車站、捷運車站在社區生活中的服務功能與其他社會意涵，捷運軌道與社區景觀如何和諧地共構、捷運車輛行駛對社區生活的妨礙與防範等；相對的，都市計畫專業經常需要考慮大眾運輸路線所延伸服務的其他城市、郊區或鄉村，以及這些地區透過大眾運輸路線與都市所串連而產生的整體社會現象。
都市設計與都市計畫還在其他幾個方面有所差異：
- 都市設計不需要在互相衝突的都市機能之間決定都市內各分區的土地使用問題，這是都市計畫的核心工作。
- 都市設計專業者比都市計畫專業者較少涉入都市政策形塑的政治過程。
- 都市計畫專業者與都市設計專業者，都需要面對相當廣泛的社會、文化、實質空間規劃設計議題，其差別主要是在於對象、尺度、程度等的差異。

## 城市设计与区划的差异比较
区划、详细规划（如中国大陆的控制性详细规划、香港的法定圖則、台灣的細部計畫、美國的Zoning等管控土地開發利用的規劃）和城市设计的差异可以从以下三个层面比较：地段层面、街区层面和建筑层面。
- 地段层面。区划类似总体规划，着重点在各种指标的平衡，例如交通容量、功能分区、用地开发强度等问题，而城市设计在此层面的重点是城市意象，如上海陆家嘴金融贸易区、巴黎拉德芳斯区等；
- 街区层面。区划的重点问题是建筑的高度、密度、容积率等技术数据，依然是数据平衡问题，例如底层架空奖励容积率的做法就是一种典型的规划做法，而城市设计的重点是建筑高度（不同于规划中的高度规定）、室外空间、街墙界面、人车分流的解决方案、整体材质色彩等等，例如深圳城市中心区城市设计中的“街墙”、南京河西新城区中心地区城市设计中的“绿轴”；
- 建筑层面。区划重点是建筑退后红线、交通出入口位置范围、停车容量等等，而城市设计的重点是与地铁站或相邻建筑的连接，街具、广告牌、环境艺术、西部麦田等等。

## 相關學術領域
- 在學科發展傳統上與城市設計密切關連的學科

- 城市规划
- 景觀建築
- 建筑
- 建筑学
- 建筑设计

- 與當代城市設計有所關連的學科

- 环境艺术
- 城市地理学
- 都市工程學
- 都市經濟學
- 都市社會學
- 環境心理學
- 政治經濟學
- 城市史
- 市政學
- 公共管理
- 可持續發展

## 流派

### 新都市主義
新都市主義是北美洲（美國）於1980年代逐漸興起的一種都市設計運動。主要提倡者有：彼得·卡尔索普、安得魯·杜安尼、伊麗莎白·普雷特-茲伯格等人。其他多少認同此一思想的著名都市設計師、學者則包括雷昂·克立爾等人。在思想上受到克里斯托佛·亚历山大與简·雅各布斯影響甚深。
新都市主義反對二十世紀初葉的現代主義都市設計型態以及北美洲1950年代以降的郊區化發展。它主張當代的社區形式應該包括較高的人口密度、與大眾運輸系統的密切整合、便利步行者的開放空間（街道、後巷），反對郊區化形成都市郊區住宅區中依賴私有汽車、社區認同低落等現象。
對新都市主義的批評則有：它的代表案例大多仍是另一種形式的郊區或小鎮開發，表示它間接承認郊區發展的合理性，並未根本反對郊區化發展模式。它對於永續發展方面的態度不夠集中，其提倡的開發模式僅消極地應付郊區生活中能源與資源過度消耗的問題。
代表個案有：
- 绿带城
- Kentlands, Gaithersburg, Maryland
- National Harbor
- Orenco Station, Oregon（大眾運輸導向型發展案例）
- Beacon Cove
- 庞德伯里
- Seaside, Florida
- Stapleton Colorado Redevelopment
- 加拿大溫哥華

## 著名學術與實務機構組織

### 美國
- 公共空間計畫（英语：Project for Public Spaces）：一個1975年由威廉·H·怀特先生所創立，以美國紐約市為根據地的非營利組織，其宗旨為「協助人民創造並持續享有可以促進社區生活的公共空間」[3]。其工作內容以實務為主，但對都市設計學術工作亦有相當貢獻，在美國都市計畫與都市設計界有相當大的影響力。

## 歷史上著名的都市設計學者、都市設計師
- 歐洲

- 米開朗基羅：以畫家、雕塑家、建築師等身份聞名於文藝復興時代義大利，但其羅馬坎皮多格里歐廣場Piazza del Campidoglio將週邊建築物立面與廣場中心雕塑重新整合於橢圓形廣場中之都市空間設計，堪為都市設計的早期經典。
- 奧斯曼男爵：獲拿破崙三世重用，主持巴黎重建案，確立巴黎今日輻射狀街道網的都市風貌。
- 卡米洛·西提（卡米洛·西特）：十九世紀晚期奧地利建築師，重要都市設計理論家，著有《依據藝術原則之都市計劃》。學說曾遭現代主義者所漠視，在1960年代以後又獲部份後現代主義者重視，視之為都市設計思想經典。

## 著名都市設計師（二十世紀以後）
- 北美洲

- 克里斯托佛·亚历山大
- 凯文·林奇
- 羅伯特·文丘里
- 威廉·H·怀特

- 歐洲

- 扬·盖尔
- 阿尔多·罗西

- 亚洲

## 著名學者、作家（二十世紀以後）
- 北美洲

- 克里斯托佛·亚历山大
- 弗蘭克·勞埃德·賴特
- 彼得·卡尔索普
- 简·雅各布斯
- 凯文·林奇
- 柯林·罗
- 罗杰·特兰西克（Roger Trancik）
- 罗伯特·文丘里
- 彼得·艾森曼
- 威廉·H·怀特

- 歐洲

- 勒·柯布西耶
- 彼得·库克
- 塞德里克·普赖斯
- 建筑电讯派
- 尤纳·弗莱德曼
- 诺曼·福斯特
- 扬·盖尔
- 阿尔多·罗西
- 戈登.卡伦

- 日本

- 槇文彥（其建築作品，以及普立茲克建築獎的獲獎名聲，遠遠蓋過他早期在都市設計研究方面之貢獻。）
- 丹下健三